# Denise Darvall
Denise Ann Darvall (* 27. Februar 1942 in Südafrikanische Union; † 3. Dezember 1967 in Kapstadt) spendete das erste erfolgreich transplantierte Herz.
Denise Darvall und ihre Mutter Myrtle Ann Darvall wurden am 2. Dezember 1967 Opfer eines schweren Verkehrsunfalls in Kapstadt, bei dem Myrtle Ann ums Leben kam. Denise wurde schwer verletzt im Krankenhaus behandelt, im Laufe des Tages wurde der Hirntod festgestellt. Mit Einwilligung ihres Vaters Edward Darvall wurde ihr daraufhin das Herz entnommen und im Groote Schuur Hospital durch ein Ärzteteam unter Leitung von Christiaan Barnard dem Patienten Louis Washkansky eingesetzt.

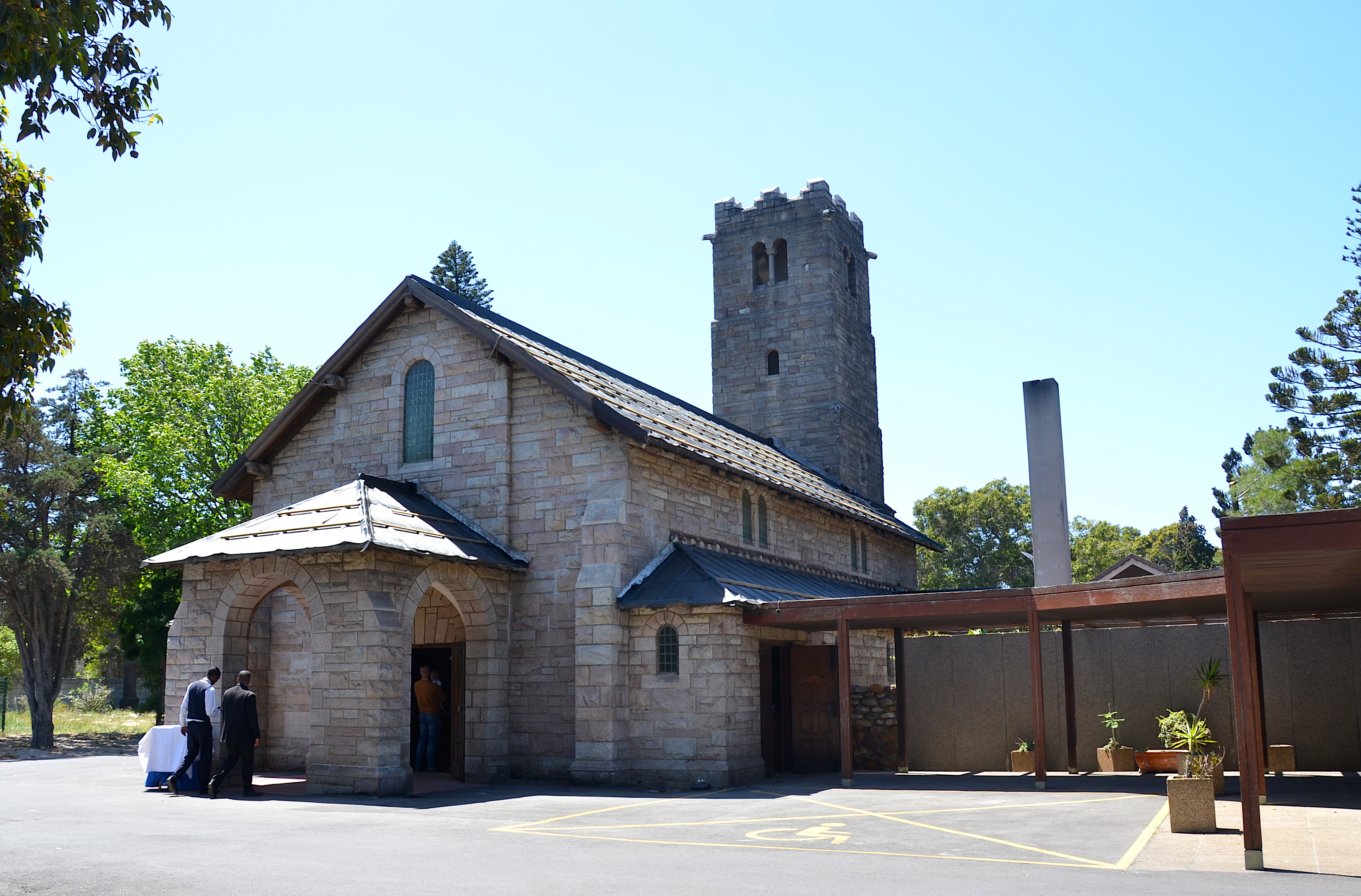
Das Maitland Crematorium in Kapstadt, wo Denise Darvall und ihre Mutter kremiert wurden.

Die mehr als fünfstündige Operation verlief erfolgreich, Washkansky lebte 18 Tage mit dem Herz der jungen Frau, ehe er an einer Lungenentzündung starb. Das Herz selbst wird heute noch im damaligen Operationssaal ausgestellt.
Darvall wurden zudem die Nieren entfernt, die dem zehnjährigen Jonathan van Wyk transplantiert wurden. Dies sorgte im damaligen Apartheidsstaat Südafrika für Aufsehen, da Darvall eine Weiße und van Wyk ein Coloured war.
Denise Darvall und ihre Mutter Myrtle Ann Darvall wurden am 6. Dezember 1967 im Maitland Crematorium in Kapstadt eingeäschert, wo sich noch heute ihr Grab befindet.